# Subjonctif présent en français

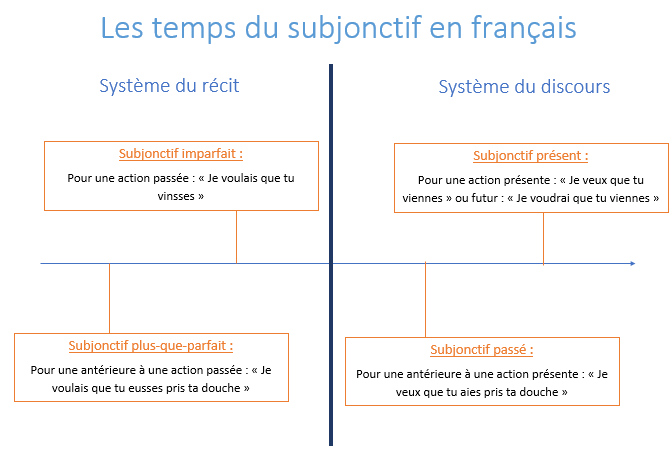
Système du récit et du discours au subjonctif.

Le subjonctif présent est un temps simple de la conjugaison des verbes français. Le subjonctif présent appartient au mode personnel du subjonctif, c’est-à-dire qu'il présente une action possible, envisagée. 

## Utilisation
Le subjonctif présent exprime généralement un fait envisagé qui n'est pas encore réalisé au moment de l'énonciation. Il s'emploie dans une proposition subordonnée.

### Commandement
Le subjonctif présent, à la 3e personne du singulier ou du pluriel, peut exprimer un commandement.
- Qu’ils finissent leur travail s’ils veulent sortir !
- Qu’on m’apporte ce livre !
- Que Fréjus renaisse ! (Charles de Gaulle)

### Souhait ou désir
Le subjonctif, dans une proposition indépendante, peut exprimer un souhait ou un désir.
- Si elle veut partir, qu’elle parte !
- Que Dieu vous bénisse !
- Honni soit qui mal y pense !
- Ainsi soit-il !

### Indignation ou étonnement
Le subjonctif, dans une proposition indépendante, peut exprimer l’indignation ou l’étonnement.
- Moi, que je fasse une chose pareille ? Jamais !

### Après certains verbes
Le subjonctif s’emploie dans la subordonnée si le verbe de la principale exprime le doute, l’improbabilité, la volonté, le désir, la défense, la nécessité, la possibilité, l’impossibilité ou un sentiment.
- Je doute que vous arriviez à temps.
- Il est peu probable que je puisse y aller.
- Je veux que vous écoutiez.
- J’attends que vous répondiez.

aimer que

apprécier que

attendre que

consentir à ce que

défendre que

désirer que

douter que

être content que

être désolé que

être étonné que

être fâché que

être furieux que

être heureux que

être ravi que

être surpris que

être triste que

exiger que

il convient que

il est bon que

il est dommage que

il est douteux que

il est essentiel que

il est important que

il est impossible que

il est improbable que

il est juste que

il est nécessaire que

il est obligatoire que

il est peu probable que

il est rare que

il est possible que

il est préférable que

il est utile que

il est regrettable que

il est temps que

il semble que

il faut que

il ne faut pas que

interdire que

il suffit que

il vaut mieux que

recommander que

ordonner que

proposer que

s’opposer à ce que

refuser que

s’attendre à ce que

vouloir que

souhaiter que

tenir à ce que

### Après certaines conjonctions
Le subjonctif s’emploie dans la subordonnée après certaines conjonctions.
- Il fait tout pour qu’elle soit heureuse.
- Il s’est caché de peur qu’elle ne le voie.
- Nous irons demain, à moins qu’il ne pleuve.
- Il est parti sans qu’on s’en aperçoive.
- Vous y arriverez pourvu que vous travailliez.
- Si vous êtes malade et que vous ne puissiez pas venir, téléphonez-moi.

à condition que

de peur que

pourvu que

à moins que

de sorte que

que … ou

à supposer que

en attendant que

qui que

afin que

jusqu’à ce que

quoi que

avant que

quoique

bien que

non pas que

sans que

ce n’est pas que

non point que

si … et que

de crainte que

non que

soit que… soit que…

de façon que

où que

de manière que

pour que

etc

### Dans les propositions subordonnées relatives
Le subjonctif s’emploie dans la subordonnée relative si l’antécédent du pronom relatif est un superlatif ou les mots le premier, le seul ou le dernier, pour exprimer l’incertitude.
- Ce sont les seules fautes que je voie (subjonctif présent). Je n’ai pas trouvé d’autres fautes que celles-ci, mais il y en a peut-être d’autres.
- Ce sont les seules fautes que je vois (indicatif présent). Voilà les seules fautes que j’ai vues.
- Je cherche un étudiant qui soit (subjonctif présent) parfaitement bilingue. Je souhaite qu’il y ait un tel étudiant, et je cherche.
- Je cherche un étudiant qui est (indicatif présent) parfaitement bilingue. Je sais qu’il y a un tel étudiant, et je le cherche.

### Après les verbes de pensée et de déclaration à la forme négative ou interrogative
Le subjonctif peut s’employer dans la subordonnée après les verbes de pensée et de déclaration à la forme négative ou interrogative. Cependant, si l’on veut insister sur la réalité du fait plus que sur le doute, on emploie l’indicatif.
- Je ne crois pas que ce soit (subjonctif présent) là le plus court chemin. À mon avis, ce n’est pas le plus court chemin.
- Il ne croit pas que c’est (indicatif présent) le plus court chemin. Je suis certain que c’est le plus court chemin, mais il pense que non.

### Après la conjonction «Que» remplaçant la conjonction «Si»
Le subjonctif s’emploie après la conjonction « que » remplaçant la conjonction « si ».
- Si vous venez dans la région et que vous désiriez me rencontrer, appelez-moi la veille. Si vous venez dans la région et si vous désirez me rencontrer, appelez-moi la veille.

### L'attraction modale
Le subjonctif s’emploie souvent dans une subordonnée complément d’objet qui dépend elle-même d’une autre subordonnée dont le verbe est au subjonctif
- Bien que Paul prétende que sa femme sache l’anglais, elle n’en comprend pas un mot. Le verbe sache est au subjonctif parce qu’il dépend de prétende qui est lui-même au subjonctif : on appelle cela l’attraction modale.

Certaines tournures courantes ont supprimé le « que », notamment dans les énoncés géométriques : « Soient deux droites D et D' », ou bien dans l'exclamation « Vivent les mariés ». Ces verbes sont respectivement les subjonctifs présents de la troisième personne du pluriel du verbe être et vivre.

## Règles de formation
Le présent du subjonctif est aisé à former à partir des radicaux du présent de l'indicatif. Les exceptions sont en quantité très limitée.

### Principes généraux
Le subjonctif présent se forme sur deux radicaux (qui peuvent être identiques) :
- pour les deux premières personnes du pluriel, ce radical est atone et est le même qu'au présent de l'indicatif ;
- pour les autres personnes, il est tonique et c'est celui de la troisième personne du pluriel au présent de l'indicatif.

Les terminaisons sont : -e, -es, -e, -ions, -iez, -ent.
On peut remarquer que les deux premières personnes du pluriel sont alors identiques à celles de l'imparfait de l'indicatif, tandis que la troisième personne du pluriel est identique à celle du présent de l'indicatif.

### Exceptions
Exceptions concernant le radical :
- aller, vouloir, valoir, falloir : le radical tonique est respectivement aill-, veuill-, vaill-, faill-.
- pouvoir, faire, savoir : à toutes les personnes le radical est respectivement puiss-, fass-, sach-

Il en va de même des composés de ces verbes, sauf prévaloir.
Exceptions concernant le radical et les terminaisons :
- être : sois, sois, soit, soyons, soyez, soient.
- avoir : aie, aies, ait, ayons, ayez, aient.

### Verbes du premier groupe
Au singulier et à la troisième personne du pluriel, la forme est identique au présent de l'indicatif. Aux deux premières personnes du pluriel, elle est identique à l'imparfait de l'indicatif.
- Que je mange
- Que tu manges
- Qu'il, qu'elle, qu'on mange
- Que nous mangions
- Que vous mangiez
- Qu'ils, qu'elles mangent

### Verbes du deuxième groupe
C'est la conjugaison la plus simple : sans aucune exception, le radical est obtenu à partir de l'infinitif en remplaçant la terminaison -ir par -iss-.
- Que je finisse
- Que tu finisses
- Qu'il, qu'elle, qu'on finisse
- Que nous finissions
- Que vous finissiez
- Qu'ils, qu'elles finissent

### Verbes du troisième groupe
- Que je tienne
- Que tu tiennes
- Qu'il, qu'elle, qu'on tienne
- Que nous tenions
- Que vous teniez
- Qu'ils, qu'elles tiennent

### Avoir
- Que j'aie
- Que tu aies
- Qu'il, qu'elle, qu'on ait
- Que nous ayons
- Que vous ayez
- Qu'ils, qu'elles aient

### Être
- Que je sois
- Que tu sois
- Qu'il, qu'elle, qu'on soit
- Que nous soyons
- Que vous soyez
- Qu'ils, qu'elles soient

## Comparaison du subjonctif avec l'indicatif
Le subjonctif est souvent associé au virtuel/subjectif/incertain (l'action est envisagée dans sa virtualité, suivant un désir ou une crainte, une attitude subjective) tandis que l'indicatif est associé au réel/objectif/certain. Il existe cependant nombre de contre-exemples, si bien que ces associations sont considérées comme réductrices,,,.
| Indicatif         | Subjonctif            |
| ----------------- | --------------------- |
| réel              | virtuel               |
| in esse (en être) | in fieri (en devenir) |
| objectif          | subjectif             |
| certain           | incertain             |